# Gregory House
Dr. Gregory House, – a sorozatban egyszerűen csak Dr. House, vagy House – a címadó karaktere és egyben főszereplője a Dr. House (House M.D. vagy House) című amerikai televíziós drámasorozatnak (2004-2012). Karakterét Hugh Laurie játssza. A sorozatban House a vezetője a New Jersey-i, fiktív Princeton-Plainsboro Oktatókórház Diagnosztikai Osztályának ahol egy általában három diagnosztából álló csapatot vezet (bár időnként ennél több beosztott felett is rendelkezik). House karakterét általában embergyűlölőnek, cinikusnak, narcisztikusnak, és gorombának mutatják be. Ő az egyetlen karakter, aki mind a 177 (hazánkban 178) epizódban feltűnik. Így van ez a hatodik évad első részében is, ahol House-t (és persze Wilson-t) leszámítva egyik megszokott szereplőt sem láthatjuk.
A sorozatban House szabadszellemű diagnosztikai megközelítései, radikális terápiás módszerei és rendíthetetlenül racionális gondolkodásmódja számos konfliktust eredményezett közte és kollégái között. Karakterét gyakran ábrázolják úgy, mint aki hiányában van a páciensekkel és azok helyzetével kapcsolatos együttérzésnek, ezzel a gyakorlattal elősegítve az orvosi rejtélyek megoldását – House saját megfogalmazása szerint egy rejtélyes betegség felismerése és kezelése teljesen független a beteg nem fizikai jellegű vonatkozásaitól. House karakterét részben Sherlock Holmes inspirálta. A sorozat szerves része House Vicodin függősége, mellyel a lábfájdalmát igyekszik kordában tartani. A fájdalom forrása egy még évekkel a sorozat kezdete előtt történt infarktus House jobb combjában, melynek – House által makacsul ellenzett – műtéti megoldása következményeként jár hősünk bottal. House függősége is egy kapocs Holmes alakjával, aki kokainista volt.
A sorozat futása alatt a karakter pozitív kritikákat kapott. Tom Shales a The Washington Post kritikusa szerint „House a legfelvillanyozóbb karakter, akit a televízióban az elmúlt évek során láthattunk”. 2008-ban a BuddyTV House doktor karakterét szavazta meg minden idők második legszexisebb tévés dokijának (az első helyen Dr. Doug Ross (George Clooney) végzett a Vészhelyzetből. A TV Overmind szintén House-t díjazta, mint az elmúlt évtized legjobb televíziós karakterét, és 2010. júniusában az Entertainment Weekly is felvette őt az elmúlt húsz év 100 Legnagyobb Televíziós Karakterét összegyűjtő listájára. A Zap2it felmérésében House ismét Doug Ross karakterével került párharcba, ezúttal győztesen: őt választották a televízió legszexibb férfidoktor karakterének. Hugh Laurie ezeken az elismeréseken túl számos díjat is nyert, köztük két Golden Globe-díjat (mindkettőt a Legjobb színész egy televíziós drámasorozatban kategóriában) egy Screen Actors Guild-díjat (a Legjobb férfi színész egy drámasorozatban kategóriában). Laurie-t ezen kívül többször jelölték Emmy-díjra (2005-ben, 2007-ben, 2008-ban, 2009-ben, 2010-ben és 2011-ben).

## A Karakter története
Gregory House John és Blythe House (R. Lee Ermey és Diane Baker játsszák őket) gyermekeként 1959. május 15-én, vagy 1959. június 11-én született. House katonagyerek volt, apja a tengerészetnél pilótaként szolgált. Ebből kifolyólag gyakran költöztek bázisról-bázisra House gyermekkora során. Édesapja egyik állomáshelyén Egyiptomban House érdeklődni kezdett az archeológia illetve a kincskeresés iránt, melynek emlékeként több kincskereső felszerelését is átörökítette felnőttkorába (ezeket egy esetben használja is a sorozatban). Egy másik jelentős állomás Japán, ahol House 14 évesen tudatára ébred hivatásának egy sziklamászáskor történt baleset hatására. Tanúja lesz a tiszteletnek amit egy buraku doktor kap, miután megold egy esetet amit semelyik más orvos nem tud. House ezen kívül a Fülöp-szigeteken is eltöltött némi időt, ahol megismerkedik a szájsebészettel.
House szereti az édesanyját, de apjával szemben gyűlöletet érez, mert szerinte az teljesen rossz morális elveket vall. Emiatt ha teheti elkerüli szüleit. Az „Egy nap, egy szoba” című részben House a páciensének elmeséli, hogy a szülei egyszer a nagymamájánál hagyták, aki büntetéssel, bántalmazással próbálta megnevelni, bár később beismerte, hogy a bántalmazó nem a nagyanyja, hanem az apja volt. Részint emiatt House sosem hitte, hogy John House lett volna az édesapja, tizenkét évesen egy öröklődő genetikai jegy miatt az apja egyik barátjában vélte felfedezni vér szerinti apját. Az ötödik évad „Apajegyek” (eredetileg: „Birthmarks”) című részében, House igazolja első feltevését, miután összehasonlította saját és apja DNS-ét. Később a nyolcadik évadban egy másik DNS teszt alapján azt is megtudja, hogy Thomas Bell, akit az igazi apjának gondolt szintén nem az. A sorozat végével az igazi apa személye ismeretlen marad.
House egyetemistaként és orvostanhallgatóként is a neves Johns Hopkins Egyetemen végezte tanulmányait.
House a Johns Hopkins-ra először nem mint orvostanhallgató jelentkezett. Mielőtt még az orvoslást választotta volna hivatásául House fizikusi diplomát akart szerezni, hogy a sötét anyagot kutathassa. Felvették a Johns Hopkins Orvosi Tagozatára, ahol kiemelkedően teljesített, Stacy és Cuddy visszaemlékezése szerint már ekkor legenda volt. Nagy esélyese volt egy neves gyakorlati ösztöndíj-programnak a Mayo Klinikán de végül mégsem ő nyerte el, mert egy Philip Weber nevű csoporttársa bepanaszolta csalásért. Ezért később eltanácsolták az egyetemről is.
Tanulmányait a Michigani Egyetem Orvostudományi karán folytatta, ahol egy könyvesboltban dolgozva megismerte későbbi munkaadóját és vágyai tárgyát, Lisa Cuddy-t (őt Lisa Edelstein játssza). Később át akart jelentkezni a Johns Hopkinsba, de kérelmét megtagadták. A lediplomázását követően egy New Orleans-i orvosi konferencián megismeri későbbi legjobb barátját Dr. James Wilson-t (megformálója: Robert Sean Leonard). Wilson, aki ekkor esik túl az első válásán dühében összetör egy antik tükröt, miután valaki újra és újra a "Leave a Tender Moment Alone" című számot választja ki a zenegépen. House kifizeti a kárt, kifizette az óvadékot, és felkért egy ügyvédet az ügy tisztázására (ami mint később kiderült, nem sikerült). Így indult House és Wilson személyes és kollegiális barátsága. House később képesített diagnoszta lesz, specializációját tekintve infektológus és nefrológus.
Körülbelül tíz évvel a sorozat kezdete előtt House járni kezd Stacy Warner-rel (megformálója: Sela Ward), egy vállalati ügyvéddel, miután Stacy lelövi őt egy „ügyvédek vs. orvosok” paintball meccsen. Öt évvel később golfozás közben House infarktust kap a jobb lábában, mely diagnosztizálatlan marad, mivel az orvosok drogkereső magatartásra hivatkozva nem foglalkoznak az esettel. House maga diagnosztizálja az infarktust. A combjában kialakult vérrög miatt az izomszövet közben kezd elhalni. House inkább kockáztatja a szívrohamot, és a fájdalmat mintsem hogy elveszítse a lábát, így bypass-t kér a combja keringésének újraindítására.
Miután mesterséges kómát idéznek nála elő, hogy a legrosszabb időszakot egyszerűen átaludja Stacy, mint House meghatalmazottja, House akaratával ellenben műtéti beavatkozást kér. Stacy igyekszik megtalálni a középutat az amputáció, és a veszélyes bypass beavatkozás között, így arról rendelkezik, hogy csak az elhalt izomszövetet távolítsák el. Így House elvesztette a lába egy részét, viszont relatíve kisebb fájdalomban kell tovább élnie. House a háta mögött hozott döntést sosem bocsátja meg Stacy-nek, ami később a szakításukhoz vezet. House továbbra is krónikus fájdalmat érez a lábában, ezért botot kezd használni a járáshoz, valamint igen gyakran nyúl Vicodinhoz, hogy enyhítse a fájdalmát – később felismeri függősége hátulütőit, és függőségi kezelésnek veti alá magát. Amikor Stacy először feltűnik az első évadban, már egy Mark Warner nevű oktatási jogtanácsos felesége. Mindannak ellenére hogy neki és House-nak közös múltja van, a második évadig viszonyuk kollegiális marad. A románc kiteljesedését maga House akadályozza meg, amikor Stacy-t arra kéri, hogy menjen vissza a férjéhez, mert mellette nem lesz boldog.
A harmadik évad elején House egy időre visszanyeri a normális járás képességét, és futni is jár – köszönhetően egy ketaminos terápiának. Később a fájdalom visszatér, és House csakhamar ismét fájdalomcsillapítókhoz nyúl, majd ismét előkerül a bot is. Cuddy és Wilson nem ért egyet az ok-okozati összefüggéssel, szerintük House romló állapota pszichológiai mintsem fiziológiai eredetű.
Egy klinikai rutinvizsgálat során House megismerkedik Michael Tritter rendőrnyomozóval. Tritter tanúja lesz House gyógyszerfogyasztási szokásainak, és több alkalommal is szembesülni kényszerül sajátos személyiségével. Tritternek nem tetszik House módszere és hozzáállása, úgy gondolja, hogy a függés okozza House faragatlan és lekezelő stílusát. Miután a hagyományos békéltető próbálkozások eredménytelenek maradnak, Tritter úgy dönt móresre és alázatra tanítja majd House-t. Szerinte ugyanis egy orvosnak figyelmesnek és felelősségteljesnek kell lennie, főleg a gyógyszereket illetően, így nyomozást indít House ellen droggal való visszaélés gyanújával. A nyomozás csakhamar kiterjed Cuddy-ra és a diagnosztikai csapatra is, csak azért, hogy valaki végre terhelő vallomást egyen House-ra. House-tól megvonják a Vicodin-t, cserébe tovább praktizálhat, viszont a fájdalom és a függés miatt House végül ellopni kényszerül Wilson egyik elhunyt betegének Oxycodone-ját. Ez Tritter számára esélyt ad arra, hogy vádat emelhessen House ellen. Wilson a barátjáért alkut köt Tritterrel, és bár úgy tűnik, hogy ezzel biztossá válik House bíróság elé hívása, Cuddy egy hamis tanúzással az utolsó percben mégis megmenti őt. Az előzetes meghallgatáson így a bíró bár megfeddi House-t, nem ítéli a társadalomra veszélyesnek és megtagadja a vádemelést. Tritter szembesül a kudarccal, és feladja a küzdelmet (többet nem is látjuk), míg Cuddy hatalmat szerez House felett – itt még csak az évad közepén járunk. Később, de még a harmadik évad során House csapatának két tagja felmond, az egyiket pedig kirúgja, így a negyedik évad az új csapat kiválogatásával és megtörésével telik. Ekkor megismerhetjük House sajátos oktatási és tesztelési módszereit, melyek az orvoslását is jellemzik.
Az ötödik évad alatt House ismét visszakapja a lábát, köszönhetően egy metadonkezelésnek, de miután majdnem az egyik betege halálát okozza felhagy a kezeléssel és visszatér a Vicodin-hoz. Az évad végére a függősége olyan szintre ér, hogy hallucinálni kezd. House ezt eleinte nem ismeri fel, azt hiszi, hogy kapcsolata alakul ki Cuddy-val. Egy meglehetősen kínos kórházi jelenet után viszont ráébred hogy a képzelgéseket a gyógyszere okozta, így bejelentkezik a Mayfield Pszichiátriai Klinikára.
A hatodik évad elején House-t végig a Mayfield-ben látjuk, ahol Dr. Darryl Nolan segítségével House felhagy a fájdalomcsillapítókkal és felfedezi, azt hogyan tudja kontrollálni életét és fájdalmait egyaránt. Tizenhármas és Wilson House hazaengedése után fedezi fel, hogy House nagyon jó szakács. House amúgy sem tehet egyebet, mert az engedélyét még nem kapta vissza, így le kell kötnie magát, miközben egyre inkább úgy találja, hogy fájdalmának igazi ellenszere a gyógyítás maga. Miután a csapata számára, de azok segítsége és tudása nélkül online diagnosztizál egy beteget és bizonyítja Dr. Nolan-nek, hogy képes gyógyszerek nélkül élni, visszakapja az engedélyét és folytatja praxisát.
A hetedik évadban House és Cuddy egy párt alkotnak, de House abbéli félelmében, hogy elveszti Cuddy-t csakhamar visszatér a gyógyszerekhez. A hetedik évad vége felé House a fájdalmai enyhítésére egy kísérleti gyógyszerhez nyúl, melyek később tumorokat okoznak a lábában. Mivel fél beismerni a kudarcot szerez egy CT felvételt a lábáról és otthon a fürdőben kísérli meg a tumorok eltávolítását. Az operáció során House belátja, hogy minden elszántsága és szakértelme is kevés ahhoz, hogy egyedül hajtsa végre a műtétet. Először barátját Wilsont hívja, majd a csapat néhány tagjánál próbálkozik, míg végül Cuddy-t sikerül elérnie. Bár viszonyuk megromlott, Cuddy a kórházba szállítja House-t. House megússza ezt is, kezd visszaállni a régi rend, de Cuddy-val a kapcsolata mind inkább elhidegül. Az évad záróepizódjában Cuddy egy teknőspáncél hajkefét keres House-nál, aki némi reménnyel telve viszi azt vissza neki, de amikor benéz az ablakon és Cuddy-t a nővérével és egy ismeretlen udvarlójával látja együtt elszakad nála a húr. Wilsont kipaterolja az autójából, és teljes gázzal Cuddy ebédlőjébe hajt. Cuddy nem sokkal később felmond, a kórház vezetésével Foremant bízzák meg (erről House a következő évad elején szerez csak tudomást).
A nyolcadik évadot ennek köszönhetően House a börtönben kezdi. Személyisége ellenére igyekszik neutrális maradni, de néhány elítéltnek szívességeket tesz. Miután diagnosztizálja egyik társának betegségét, és meggyógyítja a cellatársa tücskét, új erőre kap, és mivel már csak egy hete van hátra a feltételes szabadlábra helyezésig, igyekszik semmi zűrt nem kavarni. Függősége viszont ezen a ponton komoly hátránynak bizonyul, az árja testvériség vezetője meg is fenyegeti, vagy összeszed neki kilépti adóként húsz Vicodint egy hét alatt vagy megöleti. House kezdetben együttműködik, de az utolsó percben felrúgja az egyezséget, ezzel nem kevés problémát okozva saját magának. Végül Foreman közbenjárásának és az eltelt egy hétnek köszönhetően feltételesen kikerül a börtönből és visszatér a megszokott környezetébe. A megszokott persze, nem egyenlő a régivel. Az irodája egy részében az ortopédia egyik vizsgálója kapott helyet, és bár később Taub és Chase is visszatérnek, két új orvossal kell együtt dolgoznia.
A nyolcadik évadban House felügyelet mellett, mint tanácsadó vesz részt a gyógyításban, diagnózisait Foreman felügyeli, aki miután rájön, hogy az utasítás House esetében mit sem ér, a klasszikus játékelmélet Répa és Bot nevű tézise alapján igyekszik kézben tartani őt. Ha House együttműködik kap valamit Foremantől, de ha nem akkor kénytelen a börtönnel szembenézni. House sokáig mintaszerűen követi a tervet, így lassan visszakapja a holmijait, az irodáját, majd a rendőrségi követőjét is leveszik. Az első pár részben láthatjuk, ahogy a közvetlen praktizálás hiányában House visszatér a kezdetekhez, és a gyógyítás mellett, az alkalmazott fizikát igyekszik ismét elővenni. A „test és Lélek” című (eredetileg: Body and Soul) rész ehhez tesz még hozzá azzal, hogy House korábban letelepedési engedélyért elvett exfelesége, Dominika Petrova (megformálója: Karolina Wydra) megemlíti, hogy House fizikát tanult a könyveiből. Később Dominika távozik, House pedig támasz nélkül marad.
Wilsonról közben kiderül, hogy rákja van, ami megrendíti House-t is. Kétségbeesésében Foremant kezdi el szekírozni, akiről úgy érzi Wilson helyébe akar lépni. Csínytevéseinek nem várt következményeként az utolsó előtti rész végén azt a hírt kapja, hogy fél évre börtönbe kell vonulnia – mind tudjuk eddigre, hogy Wilson-nak már csak kevesebb mint öt hónapja van hátra. House az utolsó részben ezért megrendezi a saját halálát, feladva a gyógyítást csak azért, hogy Wilson mellett maradhasson annak utolsó hónapjaiban. House így megússza azt is, hogy egy félresikerül csín során tönkretett MRI készülék miatt vissza kelljen mennie a börtönbe. A temetésen az elmúlt évadok összes fontos szereplője felszólal, kivéve Cuddy-t. Dr. Robert Chase (megformálója: Jesse Spencer) átveszi House osztályát és helyét, Foreman pedig House-nak köszönhetően megtudja, hogy az nem halt meg.
A zárójelenetben, miután a csapattagok történetét pár snittel lezárják, láthatjuk ahogy House és Wilson kimotoroznak a képből.

## Személyisége
"House maga a lenyűgöző és egyben zavaró rejtély, egy tipikus keserű pirula, mely ugyan rossz ízt hagy maga után, de segít. Mint ügyeletes zsenit, őt nem érdeklik a betegek, csak azok betegségei – rejtélyes esetek melybe más orvosoknak beletört a bicskája és melyek láttán azok csak értetlenül vakarják a fejüket..."
— Tom Shales House karakteréről.
House karakterére jellemző, hogy szókimondó, szívesen mutatja ki a foga fehérjét és játszik másokkal, hogy felfedje azok gyengeségeit, hazugságait, motivációit. Ezekre a dolgokra mások személyiségjegyeiből, megjelenéséből és viselkedéséből következtet. Kollégája és barátja, Dr. Wilson szerint ha néhány orvosnak "Messiás komplexusa" van — azaz meg kell menteniük a világot – akkor House-nak "Rubik komplexusa" van — azaz meg kell oldania a rejtvényt. House tipikusan az utolsó pillanatig vár ha a beteggel vagy annak hozzátartozóival kell találkoznia, és ha ez meg is történik többnyire sajátos viselkedéssel és szokatlan kezelési módszerekkel sokkolja azokat és kollégáit egyaránt. Később persze jó benyomást kelt, miután bár látszólag nem fordít figyelmet az esetre diagnosztizálja a beteget. Ezt a képességét az a jelent példázza a legjobban, ahol House egy teljes várónyi embert diagnosztizál az alatt az alig egy perc alatt amíg elhagyja a klinikát. A kritikusok szerint House karaktere mogorva, keserű, antagonisztikus, mizantróp, cinikus, zsörtölődős, makacs, anarchista, szociopata, és persze goromba. A Global Language Monitor felmérése szerint ez utóbbi szó jellemzi leginkább a karaktert.
Hugh Laurie szerint House olyan figura, aki megtagadja a modern társadalmi szokásoknak való engedelmességet, hogy megőrizze önmagát, és hogy mindenáron megtalálja a választ az előtte álló rejtélyre. Mint főszereplőnek, a személyisége java kifejezett ellentéte annak, amit egy orvostól elvárnánk. Katie Jacobs Executive Producer szerint House olyan állandó figura, aki megszokta a nyomorúságot. Egyetlen barátja Dr. Wilson, aki hozzá hasonlóan kerüli a felnőttekhez illő kapcsolatokat, amely miatt barátságuk csak még erősebb lesz. A Wilson-t játszó Robert Sean Leonard szerint karaktere azon kevesek egyike aki önként tartja fenn a kapcsolatot House-zal, mert így kritizálhatja.
Bár House viselkedését legtöbbször a lábfájdalom számlájára írják, a sorozatban Stacy és Cuddy is megemlíti, hogy már azelőtt is ilyen volt. Fájdalma enyhítésére naponta rendszeresen vesz be Vicodint, melynek következményeként függés alakul ki nála. Ez utóbbit persze nem ismeri el, ahogy mondta „Nincsenek fájdalomkezelési problémáim. Fájdalmam van.” Egy Cuddy-val kötött fogadás megnyerése után ugyan elismeri a függőség meglétét, de állítása szerint az nem probléma, mert nem hat ki se a munkájára, se az éltére.
A hatodik évadban House függősége kezd visszaszorulni, az évadnyitóban például úgy tűnik, mintha teljesen megszabadult volna démonaitól. David Shore, a sorozat megalkotója 2006-ban a Seattle Timesnak azt nyilatkozta, hogy a Vicodin az évek során egyre kevésbe volt hatékony a fájdalom kezelésében, így az íróknak új dolgokat kellett találniuk House számára amivel segíthet önmagán.
House nyíltan beszél és utal szexuális és pornográf tartalmú dolgokra, a „Vonalak a homokban” (eredetileg: „Line sin the Sand”) című részben például viszonozza az egyik fiatalkorú páciensének flörtjét. Gyakran veszi igénybe prostituáltak szolgáltatásait, hosszú időn át játszadozik egyik beosztottja Dr. Allison Cameron (megformálója: Jennifer Morrison) érzelmeivel is – aki egy időben határozottan vonzódik House-hoz. Ezen kívül gyakran pókerezik és tesz fogadásokat.
House angol, spanyol, orosz, portugál, hindi, és mandarin kínai nyelven beszél, szereti a jazzt, jól játszik zongorán (ahogy maga Hugh Laurie is) és érdeklik a klasszikus elektromos gitárok. Gyakran játszik videójátékokkal és néz egy Közkórház című televíziós szappanoperát. Sport tekintetében a Philadelphia Phillies illetve a Philadelphia Flyers szurkolója. House (pont ahogy Hugh Laurie) is lelkes motoros. A sorozatban egy Honda CBR 1000RR Firebladet vezet, melynek rendszáma Y91 ahogy az a „Segítség!”, a „Hattyúdal”, és a „Post Mortem” című epizódokban látható is. A sorozat alatt a karakternek többféle autója is van, de ezekre sem a sorozat készítői, sem maga a szereplő nem fordít kifejezett figyelmet. Típusukat tekintve nehezen azonosíthatók, általánosságban régebbi (’80-as évek közepén végén gyártott), alsó-középkategóriás amerikai szedánként írhatók le. Más autókért viszont rajong, elég ha a monster truckokra gondolunk, melyek versenyeire gyakran megy ki Wilsonnal (egyszer egy fogadáson nyert „randin” Cameronnal is).
House ateista, nyíltan és sokszor faragatlan módon szurkálódik azokkal akiknek bármilyen vallásos hite van, hitüket gyakran illogikusnak és feleslegesnek bélyegezve. Bár a túlvilági létben nem hisz, úgy gondolja jobb ha az életet nem csak egy tesztnek tekinti, épp ezért bizonyos tekintetben mindig is foglalkoztatja a túlvilág. A másik oldalról épp ezért igyekszik tapasztalatokat szerezni, mely a „97 másodperc” (eredetileg: „97 seconds”) című részben csúcsosodik ki, amikor egy páciens elbeszélésére apellálva elektrosokkolja magát, hogy kiderítse mi van a másik oldalon. Ez is jellemző House-ra. Szeret kísérletezni, és ha nem a beteg, akkor önmaga a kísérleti alany csak legyen meg a tapasztalat és a végeredmény. Egy esetben csak azért, hogy bizonyítsa egykori egyetemi ellenlábasa által kifejlesztett migrén elleni gyógyszer hatástalanságát, önmagának okoz migrént, majd kipróbálja a szert. Más részekben House egy általa nem fertőzőnek vélt vérmintával hajt végre transzfúziót (önmagán), egy súlyos fejsérülés után fizostigminnel próbálja visszahozni a saját emlékeit, és bár ebbe majdnem belehal nem sokkal később mély agyi stimulációt kér.
"House imádja az igazságot hajszolni. Tudja, hogy a világot mind a saját nézőpontunkból látjuk épp ezért folyamatosan igyekszik megszabadulni az elfogultságtól, hogy tiszta és objektív maradhasson…"
— David Shore interjújából a Variety magazinban.
House gyakran mondja, hogy "Mindenki hazudik", de legtöbbször viccesen megjegyzi, hogy ő is hazudott amikor ezt mondta (ahogy ezt az első évad utolsó részében láthattuk). Ezt ugyan a paradoxonnak tarthatjuk, de valójában House nem hoz létre paradoxont amikor azt mondta, hogy hazudott. House szerint a társasági szabályok haszontalanok és nélkülözik az értelmet. Dr. Cameron már a sorozatpremierben megjegyzi, hogy "House nem hisz a tettetésben, épp ezért mondja ki azt amit gondol." A harmadik évad fentebb már említett „vonalak a homokban” című részében House kifejti Wilsonnak, hogy irigyli autista betegét, mert annak nem kell alávetnie magát az értelmetlen társadalmi konvencióknak. Ugyanebben a részben Wilson Cuddy-nak felveti, hogy House-nak talán Asperger-szindrómája van, melynek sok jellemzője House-t magát is jellemzi. Ezek közül a társadalmi szabályokhoz való alkalmazkodás megtagadását, az önmaga kinézetének másodlagosnak vételét, és a változásra való hajlandóság hiányát emeli ki, és bár végül bevallja House-nak hogy maga sem gondolta, hogy House Aspergeres volna, de így Cuddy talán egy kicsit megértőbb lesz vele szemben. House igazi nonkonformista, és kicsit sem érdekli hogy mások mit gondolnak róla. A sorozatban általában lekezelően viselkedik másokkal, főként azokkal, akik irányítani akarják. Ezen kívül House szinte folyamatos nemtörődömséget mutat kinézetét illetően, általában lezser, farmert és pólót hord, sportcipőt visel. Nem hajlandó köpenyt viselni, mert akkor a betegek felismernék, mint orvost.

### Társas viselkedés, kapcsolatok
House nem kifejezetten jár társaságba, és egyetlen igaz barátjának is csak Wilson tekinthető – bár a második évadban feltűnik egy régi gimnáziumi jóbarátja is. Wilson már az infarktusa előtt is ismerte House-t, és gondját viselte miután Stacy elhagyta. Wilson több alkalommal is House lakótársává válik, beköltözik, majd el, újra be, s e hektikus rendben így tovább. Bár gyakran és élesen kritizálják egymás személyiségét, döntéseit, és motivációit, többször is kockáztatnak a másik megmentése érdekében. House esetében ez többnyire szimbolikus önfeláldozás csupán, de Wilson több esetben is a hivatását teszi kockára barátjáért. Ennek két legbeszédesebb bizonyítéka az első illetve a harmadik évadban található. Az előbbiben Wilson Edward Vogler-rel helyezkedik szembe, míg a másodikban Michael Tritter nyomozónak áll eleinte ellent. House igen sajátos, de határozott érdeklődést mutat Wilson sorsa iránt, és gyakran utal rá, mint a legjobb barátjára. Amikor az ötödik évad elején Wilson elköltözik New Jersey-ből és megszakítja a barátságát House-zal, ő megfogadja, hogy visszaszerzi barátját, és egy magánnyomozóval (Michael Weston) követtetni kezdi. A House édesapjának temetésén lejátszódó jelenet afféle új kezdet, mely nagyon emlékeztet House és Wilson első megismerkedésének korábban elbeszélt történetére. A különbség csak az, hogy most nem egy bárban, hanem egy temetésen kénytelenek együtt tartózkodni, és hogy Wilson mérgében nem egy régi tükröt, hanem egy festett üvegablakot zúz be. A két barát ismét egymásra talál. A sorozat záróepizódjában, House megrendezi a saját halálát, hogy Wilsonnal tölthesse azt a maradék öt hónapot, amíg annak rákja miatt biztosan és végérvényesen elveszíti barátját.
Cinikus viselkedése ellenére House megbízik a vele/körülötte dolgozókban és azok döntéseiben, ez főként akkor szembetűnő amikor a csapatának House segítsége és állandó felügyelete nélkül kell dolgoznia. Ilyen időszak az amikor a harmadik évadban Michael Tritter nyomozó (David Morse) miatt House kénytelen elvonóra menni, így a csapata magára marad. A letartóztatás és az elvonó után House-t Cuddy menti meg, amikor hamis bizonyítékkal áll elő az előzetes bírósági meghallgatáson. Cuddy és House között végig érzékelhető a feszültség, de látható, hogy House Cuddy-val kapcsolatban érzett ambivalens érzéseit legtöbbször infantilis módon éli meg. Az ötödik évadban, amikor House és Cuddy tisztázatlan vonzalmat kezdenek egymás iránt érezni egy pillanatra úgy tűnik a doki megváltozik. Ezelőtt House-tól nem is látunk hasonló megnyilvánulásokat. Amikor a túszejtéskor Cuddy beköltözik House irodájába, Wilson úgy gondolja, hogy Cuddy csak közeledni akar House-hoz. Mindketten igyekeznek a megszokott mederben folytatni munkájukat, de kapcsolatukon sokat ront az összezártság, egészen addig amíg House meg nem lepi Cuddy-t azzal asz íróasztallal amit az édesanyjától kapott és az orvosi egyetem alatt használt. Cuddy elhatározza, hogy szembesíti önmagát (és persze House-t) az érzéseivel, de szerencsétlen módon pont akkor ér az előtérbe amikor House és egy prostituált együtt hagyja el a kórházat. Bár House-nál megszokott az efféle dolog, de a látszat csal: House azért bérelte fel az örömlányt, hogy megleckéztesse Kutner-t és Taub-ot, akik az ő nevében kezdtek online diagnosztikai praxist (pontosabban orvosi tanácsadást) folytatni. Az évadzáróban House arra törekszik, hogy romantikus kapcsolatba kerüljön Cuddy-val, pedig bizonyos dolgokat csak a gyógyszer-túladagolás miatti pszichózis hitet el vele. Ebben az epizódban House azt hallucinálja, hogy lefekszik Cuddy-val, amit előbb barátjával oszt meg, utána – mivel Cuddy nem reagál a közeledésére – pedig az előtérben lévő össze emberrel. Ez értelemszerűen romba dönt minden addig kialakult kapcsolatot kettejük között. A House-Cuddy történet a hatodik évad záróepizódjában csúcsosodik ki, amikor is Cuddy felbontja az eljegyzését Lucas-szal, mert rájön: House-t szereti. A kapcsolat szépen alakul, de House visszaszokik a Vicodin-ra, aminek következményeként a kapcsolatuk ismét megszakad.
House-t gyakran látjuk, ahogy ezt-azt saját használatra elemel. A legtöbb esetben Wilson ebédjéből lop, de több alkalommal látjuk, hogy a kórházi kantinban is „csal”, így jutva egy saláta áráért például steak-hez. Az ebédjét általában Wilson számlájára íratja, akitől – mintegy tesztelendő a barátságuk erejét – gyakran nagyobb összegeket ér kölcsön, melyeket sosem ad meg. House lopásait sok esetben a kórház más osztályai is megsínylik, és bár a legtöbbször csak kartonokat, illetve gyógyszereket csen el, több esetet is láthattunk, amikor monitorokat, ultrahang-készüléket, hordozható MR-t „szerez” a diagnózis felállításához. Mások magánéletét is csak annyira tartja tiszteletben, mint a kórházi felszerelést, tanoncait gyakran küldi el plusz információkért betörni, szövet- és vérmintákat lop, laboreredményeket lop és hamisít ha úgy érzi azt kell. Az így megszerzett eredményeket szereti mások orra alá dörgölni, hogy azok tudják: ő pontosan tudja azt is amit nem mondtak el neki.